# Suzuki Every
Der Suzuki Every ist ein Kleintransporter in der japanischen Kei-Car-Klasse, den Suzuki seit 1982 produziert. Ursprünglich war es nur die Minivan-Variante des Suzuki Carry, wird aber seit der 4. Generation 1999 als dessen Kastenwagen- und Kleinbus-Varianten für den kommerziellen Gebrauch hergestellt. Seit 1999 heißt die speziell ausgestattete Minivan-Variante Suzuki Every Wagon.
Der Every wurde zwischen 1999 und 2005 in Europa als Suzuki Carry vermarktet. In Deutschland wurde der Import 2002 eingestellt.

## Modellgeschichte
Der seit 1961 gebaute Suzuki Carry war ursprünglich ein Pick-up des ersten Suzuki Pkw Suzuki Suzulight und ebenso wie dieser in der Kei-Car Klasse angesiedelt. Dieser wurde auch mit Holz- oder Planenaufbau zum Warentransport geliefert. 1964 wurde dem Pick-up das sogenannte Van Modell-ein Kombi mit demontierbaren Rücksitzen zum Warentransport zur Seite gestellt. Schon ein Jahr später folgte ein neuer Carry der nun unabhängig vom Suzulight in Frontlenker Bauweise konstruiert war. Auch er war wieder mit Holz-, Planen- und nun auch Stahlaufbauten erhältlich. Es gab auch eine spezielle Planenaufbauversion für einen Pick-up mit 2 zusätzlichen auf der Ladefläche seitlich angebrachten Sitzen mit Sichtfenster. Nachdem der Van 1966 schon wieder eingestellt worden war, folgte 1968 eine neue Kombivariante des Pick-up mit 4 Sitzplätzen, Heckklappe und seitlicher Tür. 1969 folgte dann eine neue Carry Generation dessen Design von Giugiaro stammte und nun auch als geschlossener Kleinbus und Kastenwagen erhältlich war. Zwei Generationen später 1979 produzierte Suzuki erstmals eine umfangreicher und edler ausgestattete Minivan Version des Carry Kleinbus. Mit der Überarbeitung dieser Generation Ende 1982 wurde der Minivan von der Carry Baureihe ausgegliedert und unterschied sich neben dem Namen Every auch durch das Hochdach und der Motorisierung. Der Name Every stammt aus dem englischen und bedeutet Jeder bzw. Und überall. So bezeichnet Suzuki das Modell als One-Box-Car mit hoher Nutzlast kombiniert mit Wendigkeit und Leichtigkeit.
In den meisten Exportmärkten, wie Europa blieb der Every weiter nur das Minivan Modell des Carry. Nachdem 1991 eine neue Generation des Carry und Every auf dem Heimatmarkt gekommen war, wurde diese fast nur auf dem Heimatmarkt vermarktet. In Europa blieb die 1985 gestartete Generation auf dem Markt und wurde erst durch Vauxhall Motors produziert und später aus Indien, wo das Suzuki Tochterunternehmen Maruti das Modell als Maruti Omni bis heute produziert, importiert. 1989 starteten auf dem Heimatmarkt Schwestermodelle der Carry/Every Baureihe, der Autozam Scrum und der Mazda Scrum. Beide trugen den gleichen Namen in allen Versionen.
1999 ging Suzuki nun erneut neue Wege. Der Carry ist seither nur noch das Pick-up Modell und der Every wird nun als Kastenwagen und Kleinbus Variante produziert. Die Minivan Variante heißt seither Every Wagon. Außerdem unterscheidet sich seither auch die Frontgestaltung deutlicher vom Carry als bisher. 2000 folgte auch eine 7-Sitzer Variante als Suzuki Every Landy. Der Every wurde als Suzuki Carry in Europa zwischen 1999 und 2005 vermarktet (in Deutschland 1999–2002). Die schon vorher zuletzt wenig georderte Pick-up Variante wurde erst gar nicht angeboten. Der hohe Yen-Kurs und die sinkende Nachfrage nach dieser Fahrzeugklasse bewogen Suzuki, wie schon Daihatsu mit dem Daihatsu Hijet in den 1990er Jahren und Subaru mit dem Subaru Libero Anfang der 2000er Jahre, mit dem Modellwechsel des Every 2005 den Export nach Europa, wie auch anderswo, einzustellen. Nachdem bereits Daihatsu und Subaru durch die gemeinsame Mutter Toyota ihre Modelle gemeinsam mit dem Toyota Pyxis produzieren, wird die Zahl der selbständig hergestellten Kei-Car Klasse Kleintransporter/Minivans zukünftig noch weiter sinken. Mitsubishi stellt demnächst seinen in Europa nie angebotenen Mitsubishi Minicab ein. Auf diesem basiert bereits der ebenfalls nicht in Europa angebotene Nissan Clipper NV/NT 100 der einst Nissans eigenes Modell Nissan Clipper ersetzte. Beide Marken schlossen bereits mit Suzuki Verträge über den Bau von Carry/Every Modellen unter deren Markennamen. Als einziges eigenständiges Modell verbleibt der auch nie in Europa angebotene Honda Acty.

## Erste Generation 1982–1985

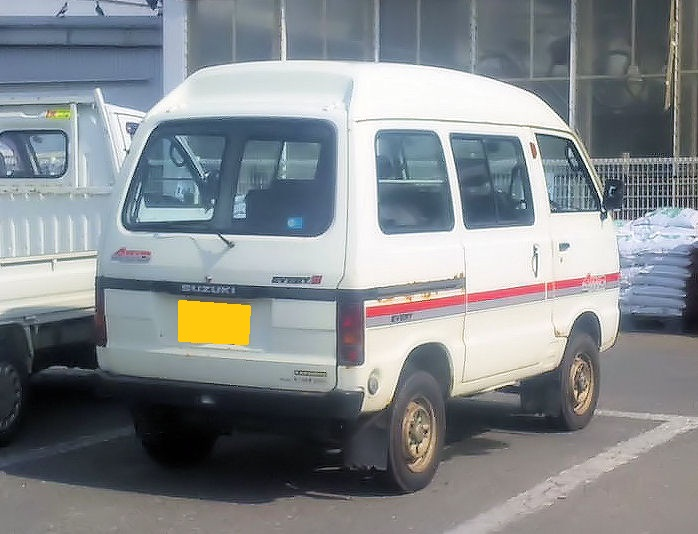
Suzuki Every 1 Heckansicht

Die 1. Generation entsprach in den Maßen dem Carry Kleinbus. Im Gegensatz zu diesem verfügte sie optional über ein Hochdach und bot nur 4 Sitzplätze. Diese konnten allerdings umgelegt werden zu Liegesitzen. Zudem gab es wegklappbare Tische, ein großes mittiges Schiebedach, elektrische Fensterheber und viele weitere Ausstattungsdetails je nach Version serienmäßig oder optional, die in der Carry Baureihe nicht erhältlich waren. Die Innenausstattung mitsamt Armaturenbrett unterschied sich durch höherwertige Optik und Haptik von den Carry Modellen. Bereits von Beginn an war der Every mit Allradantrieb optional erhältlich und neben dem 4-Gang Schaltgetriebe 5-Gang Schaltgetriebe beim 4WD und exklusiv für den Every ein 3-Stufen Automatikgetriebe. Anders als die Carry Kleinbus Modelle verfügte der Every aber über den neuen 543-cm³-Viertakt-Motor F5A da der Zweitakter aufgrund der strengeren Abgasnormen für Pkw keine Zulassung bekommen hätte.

## Zweite Generation 1985–1991

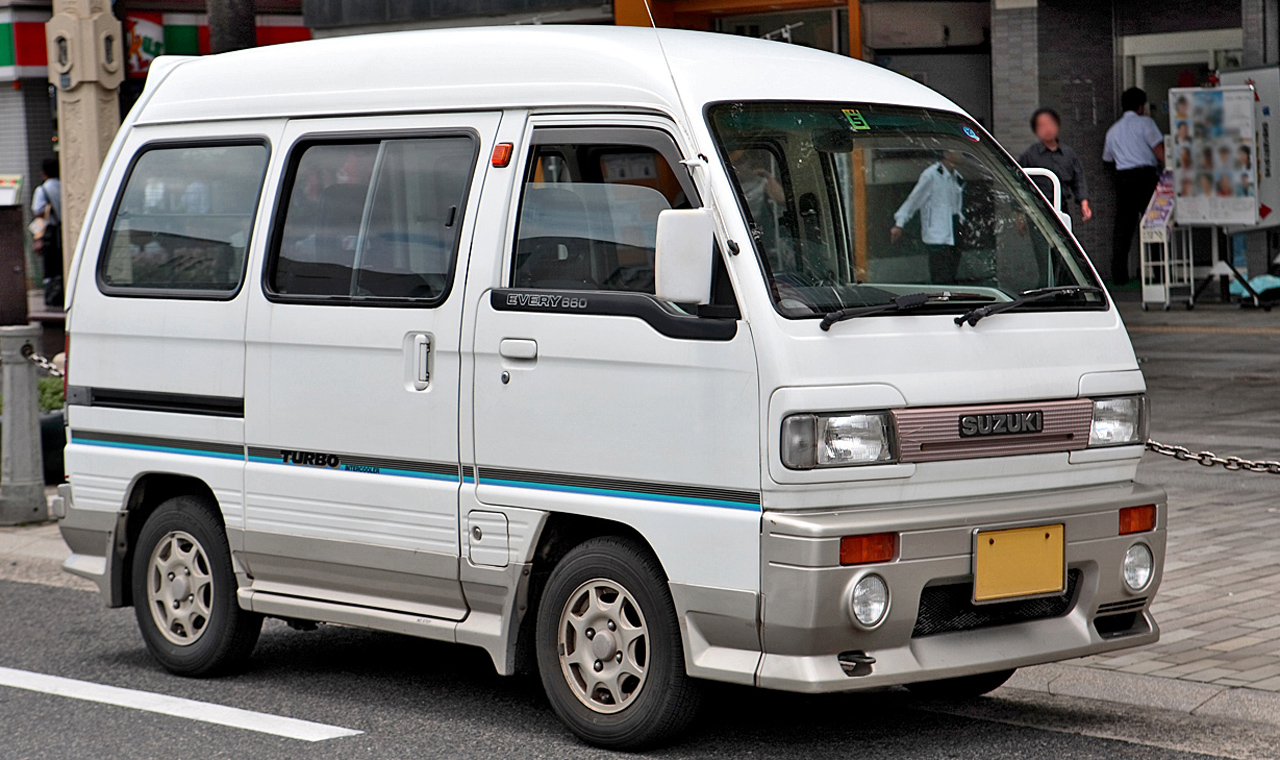
Suzuki Every 1989–1991

1985 erschien die 2. Generation, welche sich vor allem durch eine neue Front vom Vorgänger unterschied, parallel zur überarbeiteten Carry Generation. Das Hochdach fiel nun etwas flacher aus. Vom Carry unterschied sich der Every nun auch mit anderen Felgenabdeckungen und die Stoßstangen und Außenspiegeln waren nun in Wagenfarbe lackiert. Technisch blieb vorerst alles gleich. Das Leergewicht wird mit 670–880 kg angegeben.
- Ab 1986 waren spezielle Farbkombinationen Joy oder Joy Pop erhältlich.
- 1988 erfolgte ein leichtes Facelift mit überarbeitetem Armaturenbrett.
- Im Mai 1989 startete eine überarbeitete Version zusammen mit den Schwestermodellen Autozam und Mazda Scrum. Die Front wurde überarbeitet mit nun rechteckigen Scheinwerfern und der Motor wurde zusätzlich auch mit Turbolader angeboten, wodurch es verbesserte Fahrleistungen gab.
- Durch neue Vorschriften in der Kei-Car Klasse ersetzte im März 1990 der F6A 657 cm³ den bisherigen Motor. Ab November war dieser auch in einer Turbovariante erhältlich.

## Dritte Generation 1991–1998
Die im September 1991 gestartete neue Generation hatte einen größeren Radstand und eine tiefer positionierte Karosserie. Diese war eine Evolution des ab 1989 gebauten Modells mit niedrigerem Dach, wodurch der cW-Wert gesenkt wurde und der Kraftstoffverbrauch sank. Des Weiteren waren die Scharniere der Schiebetüren weiter unten positioniert und der Motor war nun statt im Heck kurz vor der Hinterachse montiert. Erstmals hatte der Every Schraubenfedern statt hinterer Blattfeder wie beim Carry, als 4WD aber weiterhin Blattfedern. Das Leergewicht der Wagen wird mit 770–950 kg angegeben.
- Ab Januar 1993 gab es verbesserte Bremsen und die Joy Pop Modelle wurden serienmäßig mit einem Autoradio ausgestattet. Ab November wurde die Klimaanlage FCKW-frei und die Innenausstattung und Sitze erhielten spezielles schwer entflammbares Material.
- Ein kleines Facelift erfolgte im Mai 1995, wobei vor allem das Augenmerk auf einen verbesserten Fahrkomfort lag. Unter anderem wurde die Suspension zur Verbesserung der Laufruhe und Reduzierung von Vibrationen geändert. Die Leistung des Turbomodells lag nun bei 64 PS. Zudem wurde eine dritte Bremsleuchte eingeführt.
- Ab April 1997 wurde der Every mit verbessertem Motor und 4WD gebaut. Zudem wurde die Sicherheitsausstattung verbessert und die Sitzpolster waren nun überarbeitet und boten mehr Seitenhalt. Die japanische Retro-Welle bediente Suzuki mit dem Every C (Classic).
- Im Februar 1998 wurde eine Keyless Entry Funktion optional verfügbar, in der höchsten Ausstattungsvariante Caribian als Serienausstattung.

## Vierte Generation 1999–2005
Im Januar 1999 startete ein völlig neu konstruiertes Modell. Der Every war nun abgewertet zum Kleinbus/Kastenwagen Modell des Carry und wurde als solcher auch nach Europa exportiert. Das Minivan Modell wurde nun zum Every Wagon. Der Motor war den verschärften Abgasvorschriften angepasst und leistete in der Turboversion nun 60 PS. Die Motoren wurden nun unter dem Fahrersitz eingebaut. Die Kleinbus/Kastenwagen Versionen boten 200–350 kg Nutzlast. Das Leergewicht wirt mit 780–1000 kg angegeben.
- Ab Juni 1999 gab es die Joy Pop Version mit elektrischen Fensterhebern, Keyless Entry, und Autoradio serienmäßig. Doppelairbag und Antiblockiersystem war bei allen Versionen Serienausstattung. Der Every Wagon besaß zudem Klimaanlage, Alu-Räder, Aerodynamik-Teile und elektrisches Schiebedach. Gleichzeitig erfolgte die auf dem Every Kleinbus Variante basierenden Einführung des 7-Sitzer Minivans Suzuki Every Landy (zuerst als Every+).
- Im November 1999 erfolgten technische Verbesserungen. Die maximale Leistung des Turbo-Motors betrug nun wieder 64 PS, und das 3-Stufen Automatikgetriebe beim Every Wagon wurde durch ein 4-stufiges ersetzt. Allerdings hatte der Turbo in dieser Variante nur 60 PS. Gleichzeitig wurde das Drehmoment der Motoren speziell im niedrigeren und mittleren Bereich verbessert.
- Ab Dezember gab es eine CNG Variante für die Every Modelle.
- Weitere technische Verbesserungen erfolgten im Mai 2000, wobei der Ladedruck des Turbomotors nun mit elektronischem Steuergerät und Klopfsensor ausgestattet wurde.
- Zum 80. Geburtstag von Suzuki gab es im Juni 2000 ein Sondermodell des Every Wagon Joy Pop Turbo mit Soundsystem und speziell auf den Jahrestag abgestimmte Sitzbezüge.
- Im September 2001 ersetzte der K6A Vollaluminium-DOHC-Motor mit ebenfalls 657 cm³ den F6A mit einer Leistung von 49 PS. Mit Ausnahme des 3-Stufen Automatikgetriebe in den Every Versionen wanderte der AT-Schalthebel ins Armaturenbrett statt auf dem Fahrzeugboden. Ab Oktober war auch wieder eine Turboversion erhältlich.
- Im September 2003 erhielt der Every eine nationale Auszeichnung für niedrige Emissionen bei Nutzfahrzeugen mit 3 Sternen.[2]

### Ford PRZ 1999–2005
Zwischen 1999 und 2005 produzierte Ford Lio Ho in Taiwan den Ford PRZ. Ford Lio Ho ist ein Joint Venture zwischen Ford und Lio Ho in Taiwan. Der PRZ war ein Badge-Engineering Modell des Every der 4. Generation.

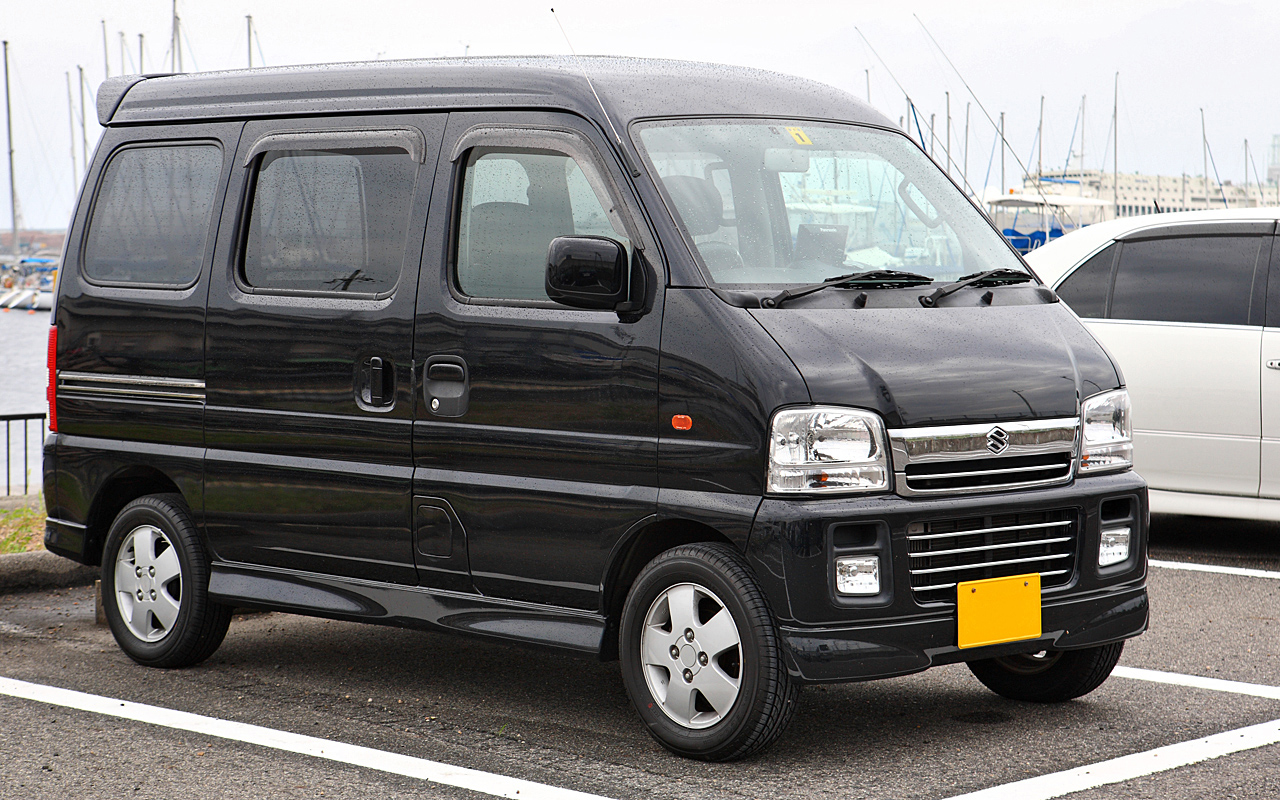
Suzuki Every Wagon 1
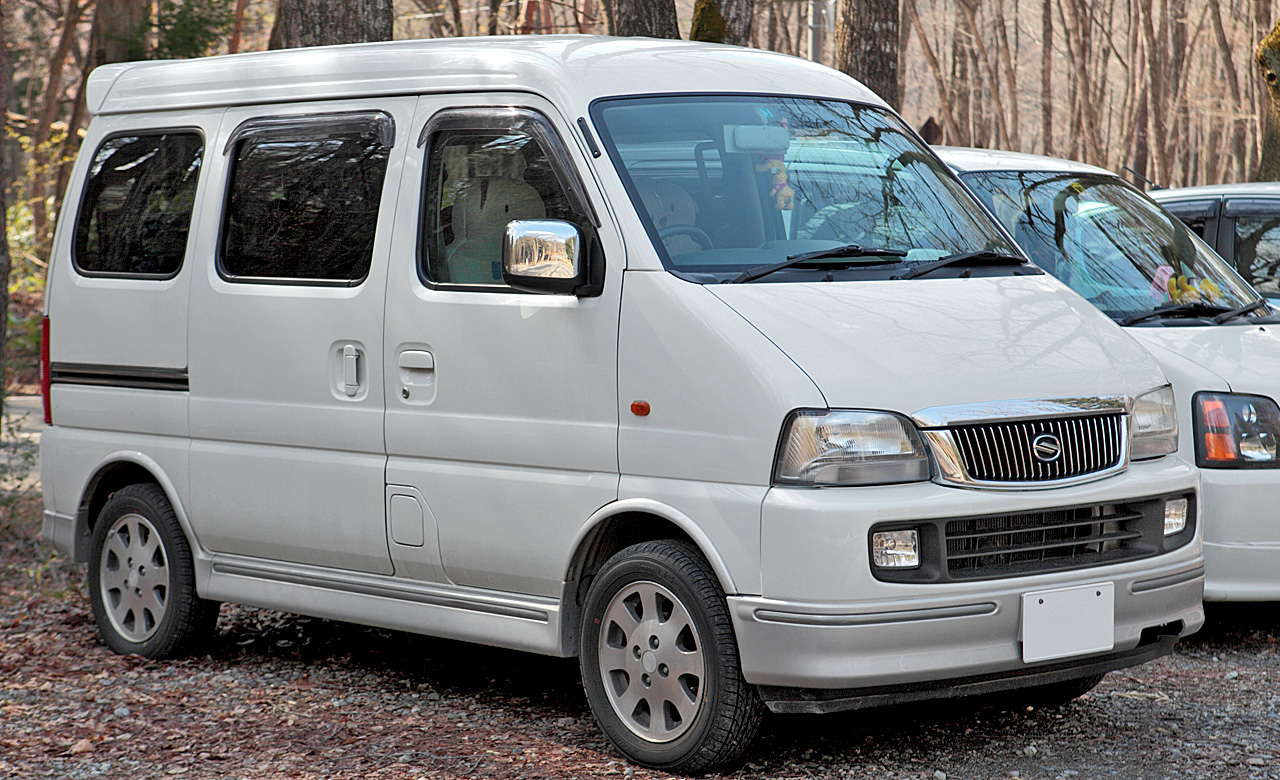
Suzuki Every Landy
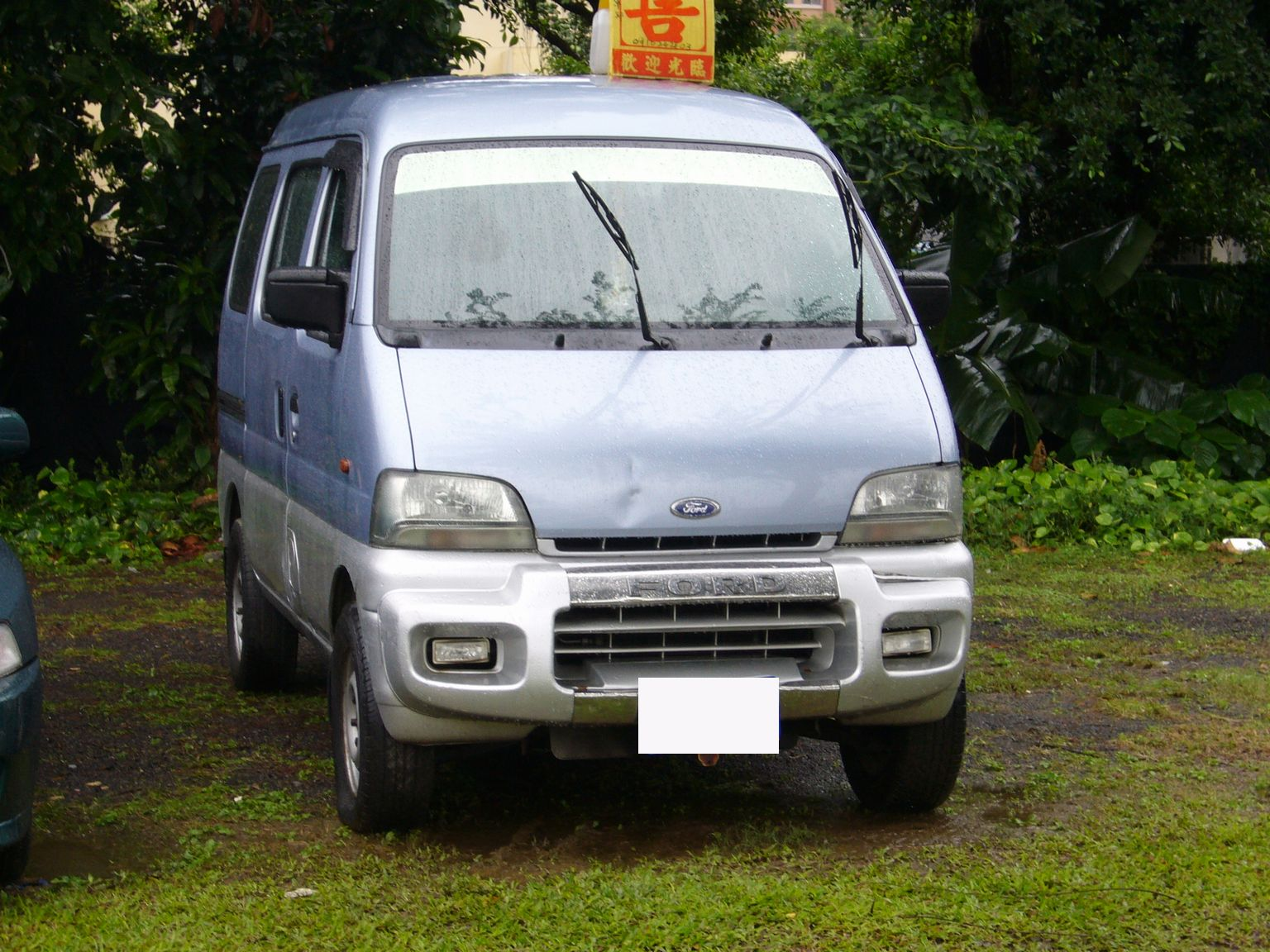
Ford PRZ
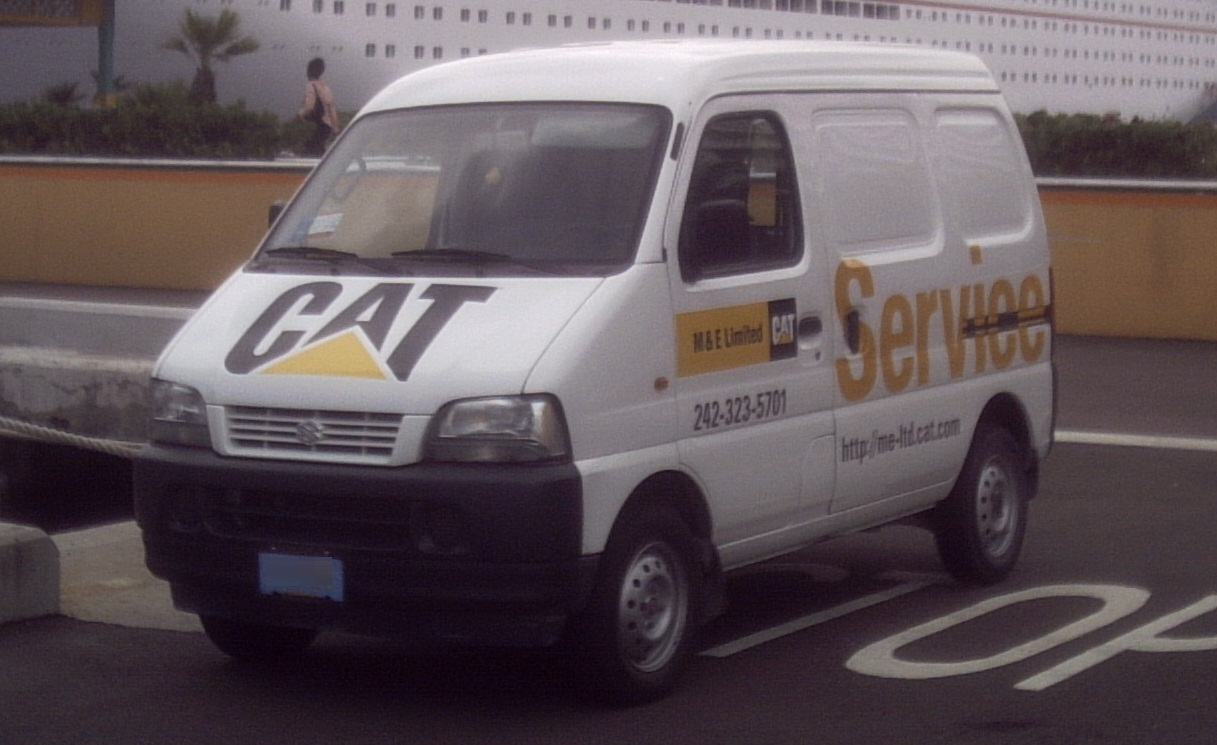
Suzuki Every als Exportmodell Suzuki Carry
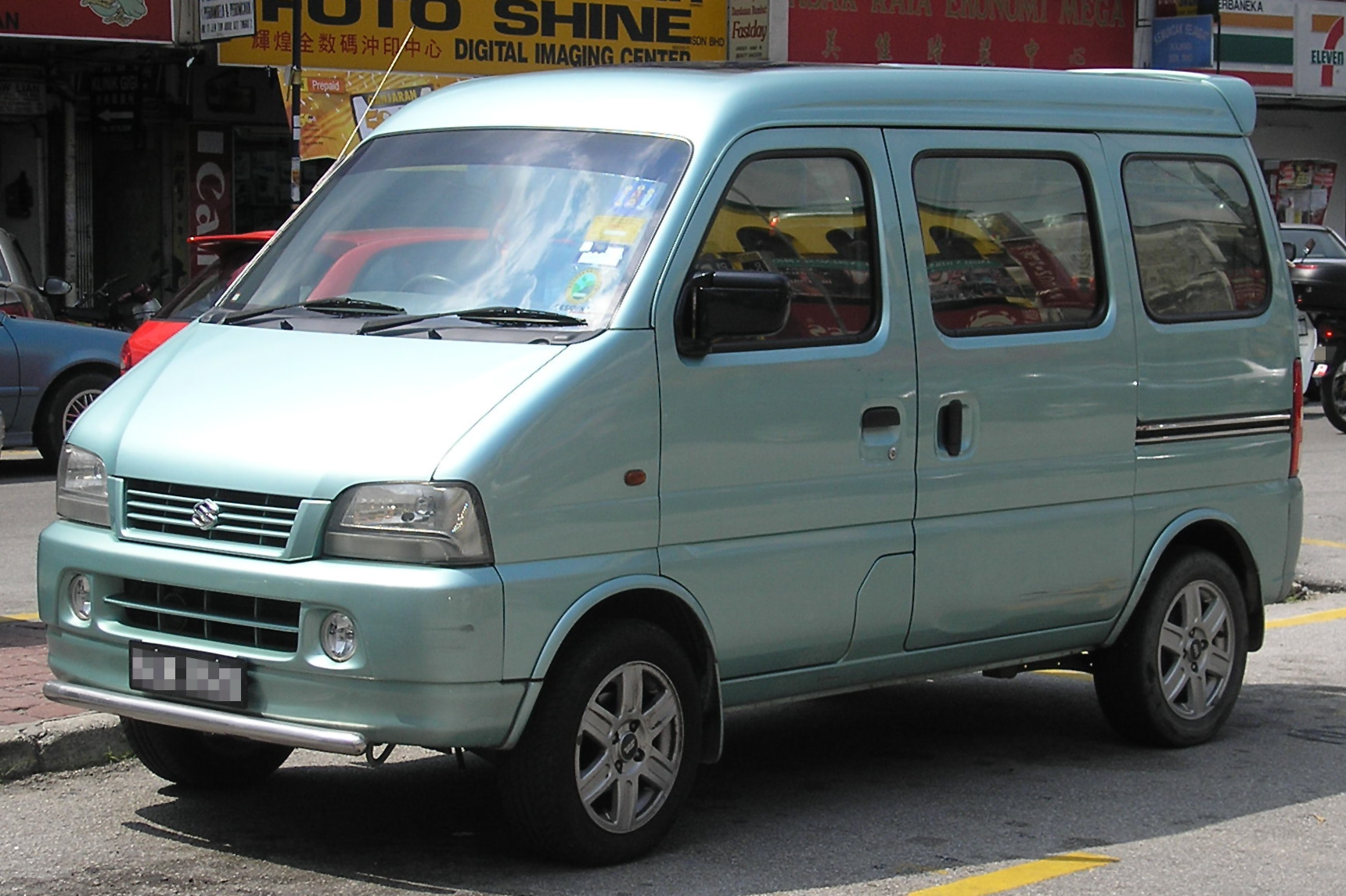
Suzuki Every als Exportmodell Suzuki Carry

## Fünfte Generation seit 2005
Seit 2005 wird die aktuelle Generation gebaut. Erneut wurde der Radstand verlängert und die Baureihe ist nun höher als die Vorgängermodelle. Im ebenfalls neu gestalteten Armaturenbrett werden nun alle Getriebe mittels Joystick bedient, wodurch ein völlig begehbarer Vorderraum entstand. Für den Every Wagon sind nun elektrische Schiebetüren, je nach Ausstattungslinie serienmäßig verbaut. Sämtliche Modelle verfügen nun über Keyless Go. Zudem wurden die Türschlösser massiv verstärkt um Diebstahl zu erschweren und fast alle Modelle verfügen über ein Alarmsystem.
Der vom Vorgänger übernommene Motor wurde überarbeitet und erreichte bereits die ab 2010 vorgeschriebene Abgasnorm sowie einen um 5 % gesenkten Kraftstoffverbrauch. Das Leergewicht wird mit 870–1020 kg angegeben.
- Seit Oktober 2006 werden spezielle Versionen mit Kommunikationsgeräten und IC-Kartenleser für Carsharing unternehmen ausgestattet.[3]
- Im Dezember 2006 wurde auf Basis des Every Wagon und Every Turbo Special die Special Edition mit Lederausstattung und Applikationen aus echtem Holz am Armaturenbrett aufgelegt.
- Ein Facelift erfolgte im Juli 2007, mit verbesserten Sitzen und im Every Wagon zusätzlich eine Ausstattungsserie mit fünf Außenfarben, welche in gleicher Farbe auch auf der Oberseite der Vordersitze aufgetragen sind. Ebenfalls wurde der Kühlergrill neu gestaltet. Ein CD Radio ist seither Serienausstattung bei allen Modellen. Weiters wurden die Scheinwerfer überarbeitet, die seither bessere Lichtausbeute erreichen. Beim Every Wagon wurde zudem bei vielen Versionen Xenonlicht Serienausrüstung.
- Im Mai 2010 wurden die Motoren überarbeitet und mit erhöhter Verdichtung ausgeliefert zur Verminderung des Kraftstoffverbrauchs, zusätzlich wurde das Drehmoment im niedrigen Drehzahlbereich verbessert. Seit Dezember 2010 gibt es das Modell JP Turbo Limited auf der Basis des Every Wagon Turbo mit verchromten Kühlergrill, untere Spoiler, 13-Zoll-Alufelgen, Nebelscheinwerfer und LED-Seitenblinker im Außenspiegel. Sowie Türverkleidungen und Sitzbezüge in beiger Farbe. Erhältlich in 4 Außenfarben und zudem ein hochwertiges Soundsystem mit integriertem Navigationssystem.
- Seit April 2013 werden die Motoren mit besserer Kraftstoffeffizienz ausgeliefert durch eine verbesserte Motorsteuerung. Zudem wurden die Abgase reduziert durch eine Änderung des Katalysators.

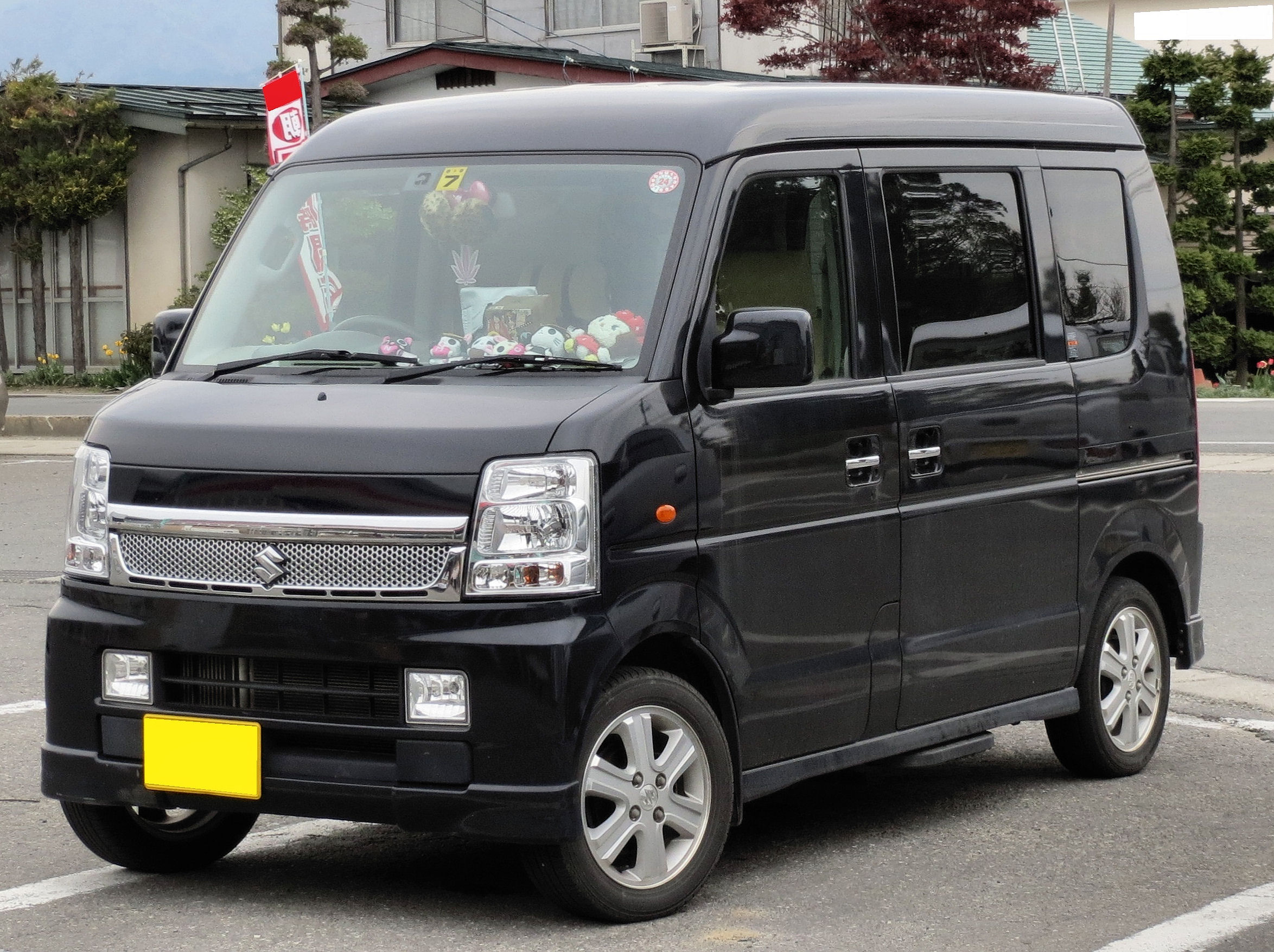
Suzuki Every Wagon seit 2007
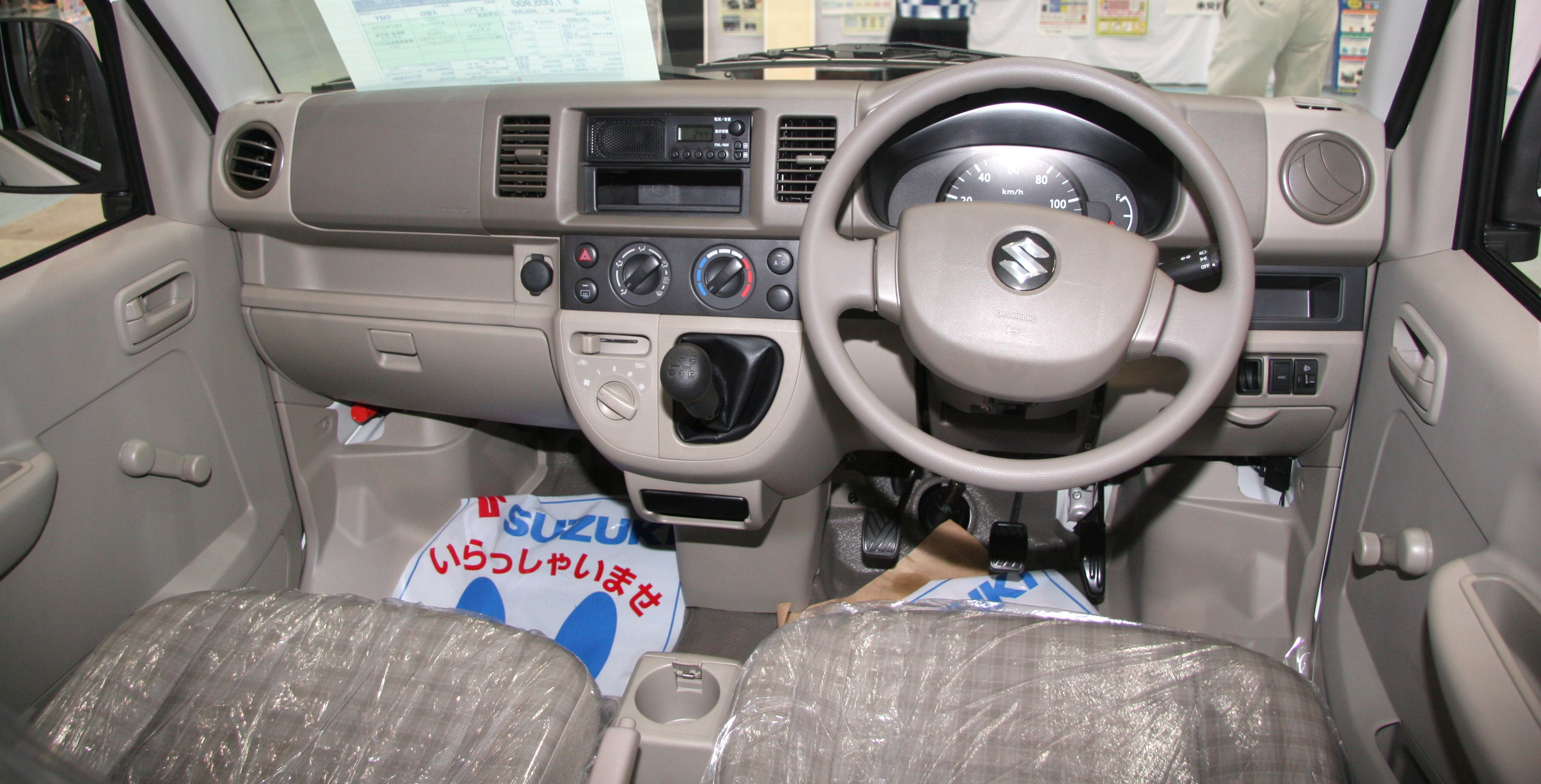
Armaturenbrett
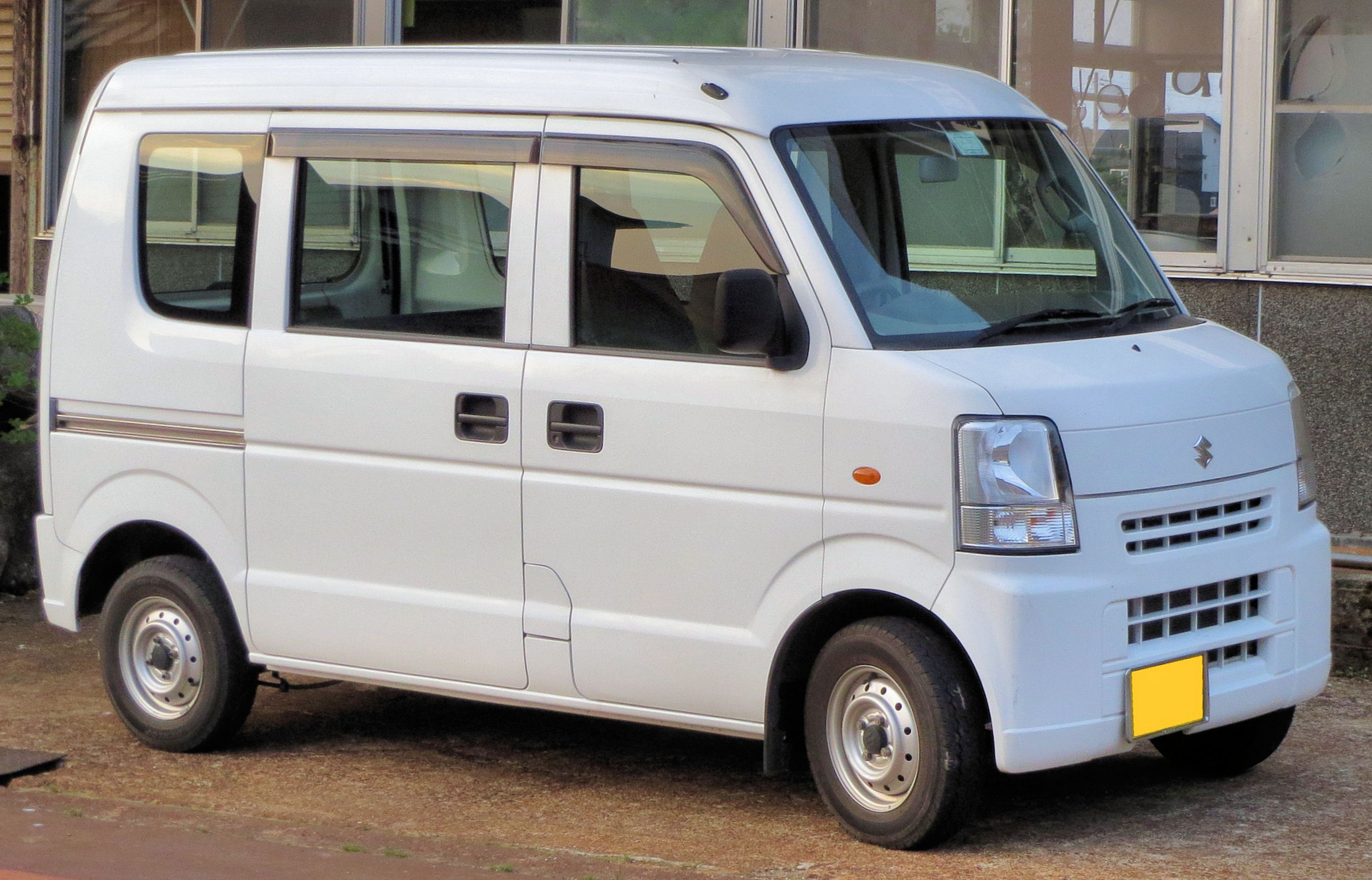
Suzuki Every 2005–2007
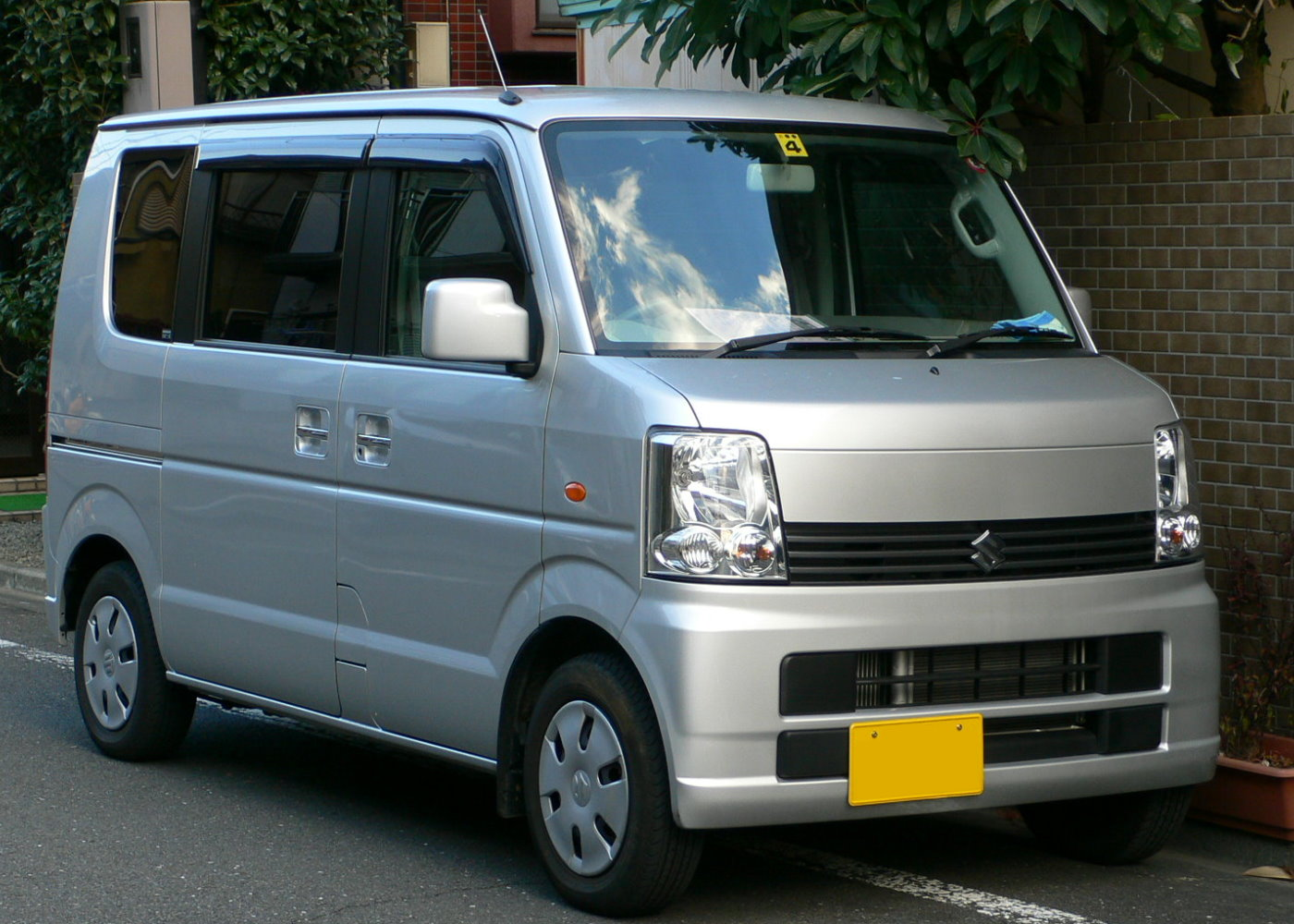
Suzuki Every Wagon 2005–2007